# Emily Kwok
Emily Kwok (nascida em Aomori, Japão no dia 5 de outubro de 1980) é uma atleta de grappling. Ela imigrou para o Canadá com sua família ainda bebê e cresceu em Vancouver, na Colúmbia Britânica. Portanto, sua nacionalidade é canadense.
Instrutora de Jiu-jitsu brasileiro (BJJ) com faixa preta de terceiro grau e ex-competidora de artes marciais mistas (MMA), Kwok foi a primeira mulher canadense a receber a faixa preta em jiu-jitsu brasileiro e a primeira a se tornar campeã mundial. Como uma das primeiras mulheres a ganhar destaque, Kwok é amplamente reconhecida como uma pioneira do cenário do BJJ na América do Norte.

## Carreira
Emily R. Kwok nasceu em 5 de outubro de 1980, em Aomori, Japão, filha de uma mãe japonesa e um pai chinês. Ainda bebê, sua família imigrou para o Canadá. Durante a adolescência em Vancouver, Kwok descobriu o sambo e começou a treinar Jiu-jitsu brasileiro (BJJ) em 2001, complementando com Wing Chun e kickboxing, antes de se mudar para Nova York. Ela recebeu sua faixa azul de Renzo Gracie, roxa de Takashi Ouchi, e marrom e preta de Ricardo Almeida. Como faixa marrom na categoria marrom/preta, Kwok venceu a final de 2007 derrotando a faixa preta Luciana Dias com um placar de 17—0, tornando-se campeã mundial peso-médio. Kwok foi a primeira mulher canadense a receber a faixa preta em jiu-jitsu brasileiro e, em 2007, a primeira a se tornar campeã mundial de jiu-jitsu brasileiro.
Ao longo de sua carreira competitiva, Kwok também competiu como lutadora amadora e profissional de MMA pela organização Smackgirl na Coreia e no Japão. Afiliada a Marcelo Garcia, Kwok fundou a Princeton BJJ com Art Keintz em 2010, em Princeton, Nova Jersey, onde treina e ensina. Ela também foi uma das primeiras organizadoras do Women's Grappling Camp. Kwok foi chamada de "uma lenda à frente de seu tempo" e é amplamente reconhecida como uma pioneira, abrindo caminho para mulheres no esporte. Em 2018, ela venceu o World Master Championship em Las Vegas. Em abril de 2022, Kwok retornou às competições conquistando o ouro no Campeonato Pan-Americano de 2022 na divisão Master 3 / peso-médio. Em janeiro, Kwok venceu o ouro no Campeonato Europeu de Jiu-Jitsu IBJJF de 2023, competindo na divisão Master 3 / peso-médio.

## Resumo competitivo de jiu-jitsu brasileiro
Principais Conquistas:
- Campeã Mundial IBJJF (2007)
- Campeã Mundial No-GI IBJJF (2010)[15]
- 2º Lugar no Campeonato Mundial No-GI IBJJF (2007 / 2011)[16][17]
- 2º Lugar no Campeonato Nacional Americano IBJJF (2009[c])
- 3º Lugar no Campeonato Mundial IBJJF (2010)[18]
- 3º Lugar no Campeonato Pan-Americano IBJJF (2008, 2012)[19][20]

## Linhagem de instrutores
Mitsuyo Maeda > Carlos Gracie > Hélio Gracie > Carlos Gracie Jr. > Renzo Gracie > Ricardo Almeida > Emily Kwok

## Ver Também
- Gabi Pessanha
- Tayane Porfírio
- Ffion Davies